# Stradivari Du Pré
Lo Stradivari Du Pré è un violoncello costruito nel 1673 dal liutaio cremonese Antonio Stradivari. Nato come "Stradivari 1673", deve la sua variazione di nome a Jacqueline du Pré, violoncellista inglese che lo ha suonato durante parte della sua breve ma intensa carriera. 
Nel 1983, durante la malattia di Du Pré, che non riusciva più a suonarlo a causa del progredire della sclerosi multipla, lo strumento fu acquistato dal violoncellista Lynn Harrell. Dopo la morte di Du Pré, Harrel si occupò di ribattezzare il violoncello con il suo nome attuale. Durante un viaggio a New York dimenticò il violoncello in un taxi, ma gli fu restituito intatto.
Harrel tenne il violoncello fino al 2006. In seguito fu usato dalla violoncellista russa Nina Kotova, poi fu acquistato da un benefattore anonimo che lo diede in uso al violoncellista ungherese István Várdai.